# Orconectes illinoiensis
Orconectes illinoiensis är en kräftdjursart som beskrevs av Brown 1956. Orconectes illinoiensis ingår i släktet Orconectes och familjen Cambaridae. IUCN kategoriserar arten globalt som livskraftig. Inga underarter finns listade i Catalogue of Life.